# To Memphis, with Love
To Memphis, with Love è il DVD/CD del concerto di Cyndi Lauper che si è svolto nel 2011 al The Warehouse, Memphis, Stati Uniti. Il DVD/CD è stato pubblicato da Megaforce Records il 24 ottobre 2011.

## Concerto
1. "Shattered Dreams"
2. "Just Your Fool"
3. "Early in the Mornin'"
4. "Romance in the Dark"
5. "How Blue Can You Get"
6. "Down Don't Bother Me"
7. "Down So Long"
8. "Crossroads"
9. "I Will Follow"
10. "Don't Cry No More"
11. "She Bop"
12. "Mother Earth"
13. "Change of Heart"
14. "Girls Just Want to Have Fun"

## Data di uscita
Elenco della Data di uscita e dettagli alla voce Formato.
| Paese             | Data di uscita  | Formato                  |
| ----------------- | --------------- | ------------------------ |
| In tutto il mondo | 24 ottobre 2011 | DVD/CD, Digital download |
| Brasile           | 7 novembre 2011 | DVD/CD                   |